# Lianhuanhu
Lianhuanhu är en köping i Kina. Den ligger i provinsen Heilongjiang, i den nordöstra delen av landet, omkring 220 kilometer nordväst om provinshuvudstaden Harbin. Antalet invånare är 15 206. Befolkningen består av 7 480 kvinnor och 7 726 män. Barn under 15 år utgör 14,0 %, vuxna 15-64 år 76 %, och äldre över 65 år 8,0 %.
Fram till 2011 hette orten Baiyinnuole (白音诺勒) och hade status som socken. 